# Helichrysum italicum subsp. picardi
Helichrysum italicum subsp. picardi é uma subespécie de planta com flor pertencente à família Asteraceae. 
A autoridade científica da subespécie é (Boiss. & Reut.) Franco, tendo sido publicada em Nova Fl. Portugal 2: 569. 1984.

## Portugal
Trata-se de uma subespécie presente no território português, nomeadamente em Portugal Continental.
Em termos de naturalidade é nativa da região atrás indicada.

## Protecção
Não se encontra protegida por legislação portuguesa ou da Comunidade Europeia.